# Първа помощ
Първа помощ е прилагането на мерки за непосредственото поддържане на живота на хора с травми и заболявания до момента, в който им бъде оказана професионална медицинска помощ. Състои се от поредица от прости, но понякога животоспасяващи, медицински техники, които могат да се извършват с минимално оборудване и от хора, които в общия случай са без специално медицинско образование. Най-често първа помощ е необходима при пътнотранспортни произшествия и пожари, или при кризи на заболяване. Според информация на Българския червен кръст, е доказано, че един от всеки четири загинали при пътна катастрофа би могъл да живее, ако вместо бърз неспециализиран транспорт му се осигури непосредствена долекарска помощ.

## Етапи на първата помощ
Оказването на първа помощ се състои от няколко етапа:
- бърза и точна оценка на ситуацията, в която се намира пострадалият, и прилагане на съответни незабавни мерки,
- повикване на екип на Спешна медицинска помощ,
- продължаване на долекарската помощ до пристигане на медицинския екип,
- оказване на спешна медицинска помощ и транспортиране до болнично заведение,

последвани от болнично лечение.

### Незабавни мерки
Незабавните мерки за първа долекарска помощ включват обезопасяването (например изключване мотора на превозното средство, поставяне на светлоотразителен триъгълник) и евакуацията на пострадалите от зоната на опасност (например извеждане от горящо помещение).
Основно правило при първата помощ е, че оказващият помощта винаги трябва да осигурно първо собствената си безопасност.
Тъй като трите най-важни органа за живота на човека са мозъкът, сърцето и белите дробове, следните три неща трябва приоритетно да се проверят в състоянието на пострадалия: дали е в съзнание, дали диша и дали има сърдечна дейност. Дали е в съзнание може да се провери чрез опит за установяване на контакт – чрез говор, леко потупване, проверка за зенична активност. Ако пострадалият е в безсъзнание, е необходимо да се провери дишането и пулса му. Ако е необходимо, започва да се прави изкуствено дишане „уста в уста“ или „уста в нос“ и се прилагат извънгръдни притискания (наричани неправилно в разговорния език „сърдечен масаж“). Честотата на извънгръдните притискания трябва да е около 100 в минута, като ръцете на оказващия помощта трябва да навлизат на около 3-4 см дълбочина, като се внимава да не се счупи ребро. Различни школи в първата долекарска помощ предписват различни последователности от обдишвания и извънгръдни притискания: две обдишвания на 30 притискания, две обдишвания на 15 притискания, а за деца до 8 години се препоръчва 1 обдишване на всеки 15 притискания.
Ако при обдишване въздухът не достига до белите дробове на пострадалия, вероятната причина е запушване на дихателните пътища от „глътнат език“, кръв, повърната храна, зъбна протеза, и т.н. Устата трябва да се почисти, а срещу глътнат език помага повдигане на брадичката на пострадалия нагоре, така че коренът на езика да освободи дихателните пътища.

### Повикване на спешна медицинска помощ
Телефонният номер е 112 – общ за трите служби – спешна медицинска помощ, пожарна и полиция.
Когато се вика спешна медицинска помощ е важно за кратко време да се предаде колкото се може повече и съдържателна информация.
- Къде? – Посочва се мястото, улицата, номера на улицата или ако е злополука извън града ориентир като километричен камък, съседни населени места, кръстопът и др.
- Какво? – Обяснява се какво точно се е случило с пострадалите.
- Колко? – Посочва се броя на пострадалите и по възможност се описват нараняванията и симптомите им.
- Кой? – Оказващият първа помощ предоставя името си и телефона си за връзка. Той не трябва да затваря линията първи, тъй като диспечерът може да му зададе допълнителни въпроси.

### Продължаване на долекарската помощ
Във времето от повикването на екип на спешна помощ до пристигането му, следва да продължат действията по поддръжане живота на пострадалите. След като е направена проверката за съзнание, дишане и сърдечна дейност, трябва да се прегледат за кръвотечения, фрактури, ставни наранявания и наранявания на меките органи. Други обстоятелства, които налагат спешни мерки, са изгарянията (с огън или химически вещества: киселини, основи), отравянията, измръзванията.
Силното кръвотечение трябва да бъде спряно навреме, тъй като загубата на много кръв води до състояние на шок и дори смърт; 20% кръвозагуба вече сериозно застрашава живота и здравето на пациента. Видовете кръвотечение се разпознават по цвета на кръвта и начина, по който тя изтича. При артериално кръвотечение кръвта е алена и шурти на тласъци под високо налягане. Венозната кръв e по-тъмна на цвят и изтича по-бавно и равномерно. Спирането на кръвотечението става с притискаща (тампонираща) превръзка, а ако е крайник – с пристягане над мястото на раната и поддържането на крайника на ниво по-високо от сърцето. Не се правят опити за кръвоспиране само ако кръвта тече от устата, ухо или ноздра, защото може да се касае за нараняване в основата на черепа, където не трябва да се задържа кръв.
При ампутирани крайници, ампутантите трябва да се приберат и поставят на студено. Някои ампутанти могат да бъдат обратно пришити до 72 часа след инцидента, ако са били добре запазени в лед.